# Arife Kadriye Sultan
Arife Kadriye Sultan (24. března 1895, Istanbul, Osmanská říše – 5. dubna 1933, Nice, Francie) byla osmanská princezna. Byla dcerou Şehzade Ibrahim Tevfika a Favziye Hanimefendi.

## Životopis
Arife Kadriye Sultan se narodila 24. března 1895 v paláci Yildiz v Istanbulu. Jejím otcem byl Şehzade Ibrahim Tevfik, syn Şehzade Mehmed Burhaneddin a vnuk sultána Abdulmecida I. Byla nejstarším dítětem svého otce a jediným dítětem své matky Fevziye.
Arife se provdala za Fenarizade Mehmeda Raşida dne 13. prosince 1914 v paláci Nişantaşı. Dne 6. února 1923 se páru narodila dcera Melike Hanımsultan a dne 7. prosince 1927 se narodila jejich druhá dcera, Emire Hanımsultan.
V roce 1924, kdy byla sultánova rodina vyhnána do exilu, Arife onemocněla a byl jí povolen návrat do hlavního města. Hatice Sultan, dcera sultána Murada V., s ní žila společně v jednom sídle, které se stalo základní školou. Po jejím uzdravení byla společně s manželem a dcerami vyhoštěna do Rakouska, později se usadili v Nice ve Francii. Arife byla vášnivá hráčka na piano a během exilu si hrou na piano vydělávala. Sama složila několik skladeb. Arife se spřátelila s Rosou Keller, Švýcarkou, která studovala ve Francii. Přítelkyněmi zůstali až do smrti.
Arife zemřela na tuberkulózu dne 5. dubna 1933 ve věku 39 let v Nice, kde byla i pohřbena. Před smrtí požádala svou přítelkyni Rosu, aby se provdala za jejího muže a postarala se o její dcery. Rosa se opravdu za Mehmeda provdala a rodina se následně usadila ve Švýcarsku.

## Potomci
- Melike Hanimsultan (6. února 1923 – 2007), provdala se a měla dvě děti
- Emire Hanimsultan (7. prosince 1927 – 23. května 2004), provdala se a měla tři děti, zůstala v Nice, kde je i pohřbena